# Grayson Valley
Grayson Valley és una concentració de població designada pel cens dels Estats Units a l'estat d'Alabama. Segons el cens del 2000 tenia 5.447 habitants.

## Demografia
Segons el cens del 2000, Grayson Valley tenia 5.447 habitants, 2.155 habitatges, i 1.579 famílies. La densitat de població era de 918,4 habitants/km².
Dels 2.155 habitatges en un 36,7% hi vivien nens de menys de 18 anys, en un 58,8% hi vivien parelles casades, en un 12,2% dones solteres, i en un 26,7% no eren unitats familiars. En el 23,8% dels habitatges hi vivien persones soles el 5,1% de les quals corresponia a persones de 65 anys o més que vivien soles. El nombre mitjà de persones vivint en cada habitatge era de 2,53 i el nombre mitjà de persones que vivien en cada família era de 3,01.
Per edats la població es repartia de la següent manera: un 26,1% tenia menys de 18 anys, un 8,9% entre 18 i 24, un 34,5% entre 25 i 44, un 22,3% de 45 a 60 i un 8,3% 65 anys o més.
L'edat mitjana era de 34 anys. Per cada 100 dones hi havia 88,7 homes. Per cada 100 dones de 18 o més anys hi havia 82,1 homes.
La renda mitjana per habitatge era de 50.691 $ i la renda mitjana per família de 54.301 $. Els homes tenien una renda mitjana de 39.680 $ mentre que les dones 29.093 $. La renda per capita de la població era de 22.840 $. Aproximadament el 2,5% de les famílies i el 4,5% de la població estaven per davall del llindar de pobresa.

## Poblacions properes
El següent diagrama mostra les poblacions més properes.